# Elaphria monyma
Elaphria monyma är en fjärilsart som beskrevs av Druce 1889. Elaphria monyma ingår i släktet Elaphria och familjen nattflyn. Inga underarter finns listade i Catalogue of Life.